# سامی سالیوان
سامی سالیوان (انگلیسی: Sammy Sullivan؛ زادهٔ ۲۲ مهٔ ۱۹۹۸) بازیکن زن راگبی ۷ نفره اهل ایالات متحده آمریکا است.
وی در مسابقات کشوری و بین‌المللی در مجموع برندهٔ ۱ مدال برنز شده است.